# Elżbieta Radwan
Elżbieta Grażyna Radwan z domu Żebrowska (ur. 2 września 1963 w Warszawie) – polska polityk, samorządowiec, od 2014 burmistrz Wołomina.

## Życiorys
Absolwentka Wyższej Szkoły Humanistycznej w Pułtusku na kierunkach administracja oraz politologia w zakresie służby cywilnej. Ukończyła Akademię Liderów Samorządowych na Wydziale Prawa i Administracji Uniwersytetu Warszawskiego oraz studia podyplomowe w Centrum Studiów Samorządu Terytorialnego i Rozwoju Lokalnego.
W 1995 rozpoczęła pracę w Urzędzie Miejskim w Wołominie. W latach 2007–2013 była sekretarzem gminy Jabłonna, a w latach 2013–2014 miasta Kobyłka. W 2014 została wybrana w II turze na urząd burmistrza Wołomina. Uzyskała reelekcję w 2018 (w I turze) i 2024 (w II turze).
Członkini Zarządu Związku Miast Polskich w kadencjach 2019–2024 oraz 2024–2029.
Podczas Europejskiego Kongresu Gospodarczego w Katowicach została wyróżniona tytułem Samorządowiec Roku 2016. W 2018 została wybrana skarbniczką Stowarzyszenia Metropolia Warszawa.

## Życie prywatne
Córka Stanisława i Lucji. Ma dwie córki, młodsza Olga Radwan w 2024 została radną powiatu wołomińskiego. 